# Scoglio Pomer
Lo scoglio Pomer (in croato Premanturski Školjić) è un piccolo isolotto disabitato della Croazia, situato all'estremità meridionale dell'Istria, a sudest di Pola.
Amministrativamente appartiene alla città di Medolino, nella regione istriana.

## Geografia
Lo scoglio Pomer si trova nella parte interna del porto di Medolino, insenatura del più grande golfo di Medolino, all'ingresso del porto di Pomer a metà strada tra punta Munat di Pomer (rt Munat Pomerski) a ovest dalla terraferma (rt Muća) a nord. Nel punto più ravvicinato dista 340 m dalla terraferma (rt Muća) e poco meno di 630 m dallo scoglio Zuccon.
Pomer è un isolotto dalla forma ovale che misura 170 m di lunghezza e 140 m di larghezza massima. Ha una superficie di 0,0187 km² e uno sviluppo costiero di 0,524 km. Al centro, raggiunge un'elevazione massima di 8 m s.l.m.

### Isole adiacenti
- Scoglio Zuccon (Pomerski Školjić), isolotto gemello di Pomer, poco più a nord.

### Cartografia
- (HR) Mappa topografica della Croazia 1:25000, su preglednik.arkod.hr.